# NICAM

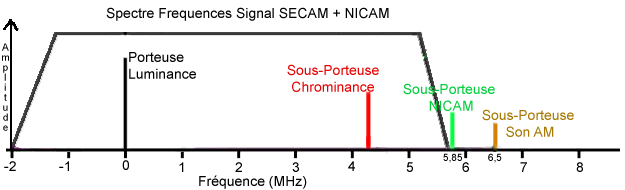
Склад телевізійного сигналу стандарту SECAM з NICAM.

NICAM (англ. Near Instantaneous Companded Audio Multiplex) — система цифрового стерео мовлення (10 біт ADPCM, 32 кГц) по аналоговому телебаченню.
Різновид цифрової компресії звуку з втратами, система реалізує передачу двох незалежних звукових каналів. Ці канали можуть передавати стереозвук, або дві окремі звукові доріжки з пропускною здатністю передачі даних 352 кб/с кожен. Телевізійний приймач  повинен бути оснащений демодулятором і декодером DQPSK NICAM.
Система NICAM сумісна з усіма системами телевізійного мовлення, які використовують стандарт розкладання 625/50. Це, головним чином, стандарти PAL B, C, H і I, а також SECAM D і K.

## Аналоговий звук (моно)
- Відносний рівень потужності ЧМ-сигналу моно — 11 дБ
- Спектр піднесної частоти моно — 6,5 ± 0,05 МГц

## Цифровий звук (стерео)
- Стандарт мовлення NICAM728;
- Відносний рівень потужності модульованого цифрового стереосигнала NICAM — 26 дБ (типове значення);
- Смуга частот, займана сигналом NICAM — 5,85 ± 0,25 МГц;
- Швидкість передачі даних NICAM — 728 кбіт / c;
- Вид модуляції — диференціальна QPSK;
- Розрядність квантування — 10 біт на відлік;
- Частота дискретизації — 32 кГц;
- Смуга частот звуку у двох каналах: 20 Гц — 15 кГц

Оброблений сигнал надходить в декодер NICAM, де відбувається корекція помилок, розшифровки, поділ на два цифрових сигнали ІКМ, і, нарешті, обробка цих сигналів у двох аналогових каналах — лівому і правому.
Незважаючи на помітне зниження параметрів дискретизації і рівневого кодування, порівняно зі стандартом, прийнятим для студій звукозапису, якість звуку, в тому числі стереофонічного, відтвореного на приймальному кінці, достатньо висока, щоб віднести систему до класу Hi-Fi.